# نيل دوسن
نيل دوسن (بالإنجليزية: Neil Dawson)‏ هو نحات نيوزيلندي، ولد في 1948 في كرايستشرش في نيوزيلندا.